# Куликов Єгор Федорович
Єгор Федорович Куликов (1891, село Осошники Рязанської губернії, тепер Рязанської області, Російська Федерація — 11 вересня 1943, виправно-трудовий табір, тепер Російська Федерація) — радянський партійний діяч, відповідальний секретар Замоскворіцкого районного комітету ВКП(б) міста Москви. Член ВЦВК, ЦВК СРСР. Член ЦК ВКП(б) у 1925—1930 роках.

## Життєпис
Народився в родині робітника. Закінчив сільську школу. Працював робітником-шкіряником.
Член РСДРП(б) з 1910 року.
Учасник Громадянської війни в Росії.
У 1920 році — завідувач робітничо-селянської інспекції Бауманського району Москви.
У 1921 році — директор шкіряного заводу «Труженик» у Москві.
У 1924—1925 роках — член президії і завідувач сектора праці і виробництва Московської контрольної комісії — робітничо-селянської інспекції.
У 1925 — листопаді 1928 року — відповідальний секретар Замоскворіцкого районного комітету ВКП(б) міста Москви. Належав до «правої опозиції».
У 1929—1930 роках — член правління Центральної спілки споживчих товариств (Центроспілки).
У 1930—1931 навчався на курсах марксизму-ленінізму при Комуністичній академії.
У 1931—1933 роках — заступник директора Національної бібліотеки імені Леніна.
У 1933—1936 роках — керуючий Уральського шкіряного тресту в місті Свердловську.
У грудні 1935 року заарештований органами НКВС. 22 квітня 1936 року Особливою нарадою при НКВС СРСР за участь у контрреволюційній групі засуджений до 3 років в'язниці. Повторно засуджений Воєнною колегією Верховного суду СРСР до 10 років виправно-трудових таборів. Помер у місцях позбавлення волі 11 вересня 1943 року.
30 жовтня 1958 року посмертно реабілітований.